# Finlandia ai XXIV Giochi olimpici invernali
La Finlandia ha partecipato ai XXIV Giochi olimpici invernali che si sono svolti a Pechino, Cina, dal 4 al 20 febbraio 2022. La delegazione era composta da 96 atleti, 52 uomini e 44 donne.

## Medaglie

### Medagliere per disciplina
| Sport              | Oro | Argento | Bronzo | Totale |
| ------------------ | --- | ------- | ------ | ------ |
| Sci di fondo       | 1   | 2       | 3      | 6      |
| Hockey su ghiaccio | 1   | 0       | 1      | 2      |
| Totale             | 2   | 2       | 4      | 8      |

### Medaglie d'oro
| Medaglia | Nome | Sport              | Evento          |
| -------- | --- | ------------------ | --------------- |
| Oro      | Iivo Niskanen | Sci di fondo       | 15 km maschile  |
| Oro      | Miro Aaltonen Marko Anttila Hannes Björninen Valtteri Filppula Niklas Friman Markus Granlund Teemu Hartikainen Juuso Hietanen Valtteri Kemiläinen Leo Komarov Mikko Lehtonen Petteri Lindbohm Saku Mäenalanen Sakari Manninen Joonas Nättinen Atte Ohtamaa Niko Ojamäki Juho Olkinuora Iiro Pakarinen Harri Pesonen Ville Pokka Toni Rajala Harri Säteri Frans Tuohimaa Sami Vatanen | Hockey su ghiaccio | Torneo maschile |

### Medaglie d'argento
| Medaglia | Nome                    | Sport        | Evento                    |
| -------- | ----------------------- | ------------ | ------------------------- |
| Argento  | Kerttu Niskanen         | Sci di fondo | 10 km femminile           |
| Argento  | Iivo Niskanen Joni Mäki | Sci di fondo | Sprint a squadre maschile |

### Medaglie di bronzo
| Medaglia | Nome | Sport              | Evento             |
| -------- | --- | ------------------ | ------------------ |
| Bronzo   | Iivo Niskanen | Sci di fondo       | Skiathlon maschile |
| Bronzo   | Krista Pärmäkoski | Sci di fondo       | 10 km femminile    |
| Bronzo   | Sanni Hakala Jenni Hiirikoski Elisa Holopainen Sini Karjalainen Michelle Karvinen Anni Keisala Nelli Laitinen Julia Liikala Eveliina Mäkinen Petra Nieminen Tanja Niskanen Jenniina Nylund Meeri Räisänen Sanni Rantala Ronja Savolainen Sofianna Sundelin Susanna Tapani Noora Tulus Minttu Tuominen Viivi Vainikka Sanni Vanhanen Emilia Vesa Ella Viitasuo | Hockey su ghiaccio | Torneo femminile   |
| Bronzo   | Kerttu Niskanen | Sci di fondo       | 30 km femminile    |

## Delegazione
| Sport                 | Uomini | Donne | Totale |
| --------------------- | ------ | ----- | ------ |
| Biathlon              | 4      | 4     | 8      |
| Combinata nordica     | 5      | -     | 5      |
| Freestyle             | 5      | 1     | 6      |
| Hockey su ghiaccio    | 26     | 23    | 49     |
| Pattinaggio di figura | 1      | 2     | 3      |
| Salto con gli sci     | 2      | 2     | 4      |
| Sci alpino            | 1      | 3     | 4      |
| Sci di fondo          | 6      | 7     | 13     |
| Snowboard             | 2      | 2     | 4      |
| Totale                | 52     | 44    | 96     |

## Biathlon
Uomini
| Atleta                                                      | Evento                  | Penalità    | Tempo     | Posizione |
| ----------------------------------------------------------- | ----------------------- | ----------- | --------- | --------- |
| Tuomas Harjula                                              | 20 km individuale       | 4 (1+2+1+0) | 58'14"9   | 81º       |
| Olli Hiidensalo                                             | 20 km individuale       | 5 (0+2+0+3) | 56'45"6   | 74º       |
| Heikki Laitinen                                             | 20 km individuale       | 5 (0+2+1+2) | 55'52"8   | 66º       |
| Tero Seppälä                                                | 20 km individuale       | 2 (0+2+0+0) | 52'14"3   | 23º       |
| Tuomas Harjula                                              | 10 km sprint            | 2 (0+2)     | 28'21"2   | 92º       |
| Olli Hiidensalo                                             | 10 km sprint            | 3 (1+2)     | 26'15"5   | 38º       |
| Heikki Laitinen                                             | 10 km sprint            | 2 (1+1)     | 26'41"1   | 54º       |
| Tero Seppälä                                                | 10 km sprint            | 3 (1+2)     | 25'47"5   | 25º       |
| Olli Hiidensalo                                             | 12,5 km inseguimento    | 8 (5+0+1+2) | 47'04"9   | 52º       |
| Heikki Laitinen                                             | 12,5 km inseguimento    | 6 (1+1+1+3) | 46'47"2   | 49º       |
| Tero Seppälä                                                | 12,5 km inseguimento    | 7 (1+1+2+3) | 43'30"2   | 21º       |
| Tero Seppälä                                                | 15 km partenza in linea | 5 (1+0+2+2) | 40'47"1   | 9º        |
| Heikki Laitinen Tero Seppälä Olli Hiidensalo Tuomas Harjula | Staffetta 4x7,5 km      | 18 (4+14)   | 1h26'57"7 | 17ª       |

Donne
| Atleta                                                         | Evento             | Penalità    | Tempo   | Posizione |
| -------------------------------------------------------------- | ------------------ | ----------- | ------- | --------- |
| Mari Laukkanen                                                 | 15 km individuale  | 3 (1+0+1+1) | 48'42"9 | 32ª       |
| Nastassja Dubarėzava                                           | 15 km individuale  | 4 (0+1+2+1) | 50'13"5 | 51ª       |
| Suvi Minkkinen                                                 | 15 km individuale  | DNS         | DNS     | DNS       |
| Mari Laukkanen                                                 | 7,5 km sprint      | 2 (0+2)     | 22'39"8 | 28ª       |
| Erika Jänkä                                                    | 7,5 km sprint      | 0 (0+0)     | 24'20"9 | 73ª       |
| Nastassja Dubarėzava                                           | 7,5 km sprint      | 3 (1+2)     | 24'30"0 | 75ª       |
| Suvi Minkkinen                                                 | 7,5 km sprint      | 1 (0+1)     | 23'21"7 | 51ª       |
| Mari Laukkanen                                                 | 10 km inseguimento | 4 (0+1+1+2) | 39'15"6 | 30ª       |
| Suvi Minkkinen                                                 | 10 km inseguimento | 0 (0+0+0+0) | 40'38"0 | 43ª       |
| Suvi Minkkinen Mari Laukkanen Erika Jänkä Nastassja Dubarėzava | Staffetta 4x6 km   | 8 (2+6)     | LAP     | LAP       |

Misto
| Atleta                                                     | Evento           | Penalità  | Tempo     | Posizione |
| ---------------------------------------------------------- | ---------------- | --------- | --------- | --------- |
| Suvi Minkkinen Mari Laukkanen Tero Seppälä Olli Hiidensalo | Staffetta 4x6 km | 13 (1+12) | 1h10'06"7 | 11ª       |

## Combinata nordica
| Atleta                                                  | Evento             | Salto                           | Salto | Salto     | Fondo   | Fondo     | Totale  | Totale    |
| Atleta                                                  | Evento             | Lunghezza                       | Punti | Posizione | Tempo   | Posizione | Tempo   | Posizione |
| ------------------------------------------------------- | ------------------ | ------------------------------- | ----- | --------- | ------- | --------- | ------- | --------- |
| Ilkka Herola                                            | Trampolino normale | 100,0 m                         | 115,7 | 8º        | 24'24"1 | =4º       | 25'33"1 | 6º        |
| Eero Hirvonen                                           | Trampolino normale | 93,0 m                          | 104,1 | 19º       | 25'06"3 | 15º       | 27'02"3 | 17º       |
| Arttu Mäkiaho                                           | Trampolino normale | 95,5 m                          | 95,1  | 27º       | 25'14"3 | 19º       | 27'46"3 | 23º       |
| Perttu Reponen                                          | Trampolino normale | 90,0 m                          | 94,2  | 28º       | 25'09"7 | 18º       | 27'44"7 | 22º       |
| Ilkka Herola                                            | Trampolino lungo   | 117,5 m                         | 95,9  | 25º       | 26'02"1 | 7º        | 28'58"1 | 16º       |
| Eero Hirvonen                                           | Trampolino lungo   | 123,0 m                         | 94,6  | 26º       | 26'16"3 | 9º        | 29'17"3 | 20º       |
| Arttu Mäkiaho                                           | Trampolino lungo   | 121,0 m                         | 87,9  | 28º       | 26'21"0 | 12º       | 29'49"0 | 24º       |
| Otto Niittykoski                                        | Trampolino lungo   | 118,0 m                         | 79,2  | 37º       | 28'00"3 | 38º       | 32'02"3 | 37º       |
| Ilkka Herola Arttu Mäkiaho Perttu Reponen Eero Hirvonen | Gara a squadre     | 118,0 m 116,5 m 123,0 m 123,5 m | 385,1 | 8ª        | 51'24"1 | 3ª        | 53'24"1 | 8ª        |

## Freestyle
Freeski
| Atleta       | Evento               | Qualificazione | Qualificazione | Qualificazione | Qualificazione | Qualificazione | Finale          | Finale          | Finale          | Finale          | Finale          |
| Atleta       | Evento               | Run 1          | Run 2          | Run 3          | Migliore       | Posizione      | Run 1           | Run 2           | Run 3           | Migliore        | Posizione       |
| ------------ | -------------------- | -------------- | -------------- | -------------- | -------------- | -------------- | --------------- | --------------- | --------------- | --------------- | --------------- |
| Simo Peltola | Big air maschile     | 49,75          | 41,75          | 72,00          | 72,00          | 29º            | Non qualificato | Non qualificato | Non qualificato | Non qualificato | Non qualificato |
| Anni Kärävä  | Big air femminile    | 82,50          | 52,50          | 62,00          | 144,50         | 12ª Q          | 81,00           | 54,00           | 82,50           | 136,50          | 9ª              |
| Jon Sallinen | Halfpipe maschile    | 18,00          | 18,50          | N.D.           | 18,50          | 23º            | Non qualificato | Non qualificato | Non qualificato | Non qualificato | Non qualificato |
| Simo Peltola | Slopestyle maschile  | 35,01          | 29,25          | N.D.           | 35,01          | 27º            | Non qualificato | Non qualificato | Non qualificato | Non qualificato | Non qualificato |
| Anni Kärävä  | Slopestyle femminile | 55,80          | 61,73          | N.D.           | 61,73          | 15ª            | Non qualificata | Non qualificata | Non qualificata | Non qualificata | Non qualificata |

Gobbe
| Atleta         | Evento         | Qualificazione | Qualificazione | Qualificazione | Qualificazione | Qualificazione | Qualificazione | Finale          | Finale          | Finale          | Finale          | Finale          | Finale          | Finale          | Finale          | Finale          |
| Atleta         | Evento         | Run 1          | Run 1          | Run 1          | Run 2          | Run 2          | Run 2          | Run 1           | Run 1           | Run 1           | Run 2           | Run 2           | Run 2           | Run 3           | Run 3           | Run 3           |
| Atleta         | Evento         | Tempo          | Totale         | Posizione      | Tempo          | Totale         | Posizione      | Tempo           | Totale          | Posizione       | Tempo           | Totale          | Posizione       | Tempo           | Totale          | Posizione       |
| -------------- | -------------- | -------------- | -------------- | -------------- | -------------- | -------------- | -------------- | --------------- | --------------- | --------------- | --------------- | --------------- | --------------- | --------------- | --------------- | --------------- |
| Olli Penttala  | Gobbe maschile | 24"53          | 75,95          | 9º Q           | Bye            | Bye            | Bye            | 24"39           | 74,68           | 19º             | Non qualificato | Non qualificato | Non qualificato | Non qualificato | Non qualificato | Non qualificato |
| Jimi Salonen   | Gobbe maschile | 24"30          | 76,39          | 4º Q           | Bye            | Bye            | Bye            | DNF             | DNF             | DNF             | Non qualificato | Non qualificato | Non qualificato | Non qualificato | Non qualificato | Non qualificato |
| Severi Vierelä | Gobbe maschile | 26"92          | 69,66          | 25º            | 25"58          | 69,16          | 18º            | Non qualificato | Non qualificato | Non qualificato | Non qualificato | Non qualificato | Non qualificato | Non qualificato | Non qualificato | Non qualificato |

## Hockey su ghiaccio
| Squadra             | Torneo    | Girone               | Girone               | Girone               | Girone               | Girone | Playoff              | Quarti               | Semifinali           | Finale / FB          | Pos. |
| Squadra             | Torneo    | Avversario Punteggio | Avversario Punteggio | Avversario Punteggio | Avversario Punteggio | Pos.   | Avversario Punteggio | Avversario Punteggio | Avversario Punteggio | Avversario Punteggio | Pos. |
| ------------------- | --------- | -------------------- | -------------------- | -------------------- | -------------------- | ------ | -------------------- | -------------------- | -------------------- | -------------------- | ---- |
| Nazionale maschile  | Maschile  | Slovacchia V 6–2     | Lettonia V 3–1       | Svezia V 4–3         | N.D.                 | 1ª Q   | Bye                  | Svizzera V 5–1       | Slovacchia V 2–0     | ROC V 2–1            |      |
| Nazionale femminile | Femminile | Stati Uniti P 2–5    | Canada P 1–11        | Svizzera P 2–3       | ROC V 5–0            | 3ª Q   | N.D.                 | Giappone V 7–1       | Stati Uniti P 1–4    | Svizzera V 4–0       |      |

## Pattinaggio di figura
| Atleta / coppia                   | Evento            | Programma corto | Programma corto | Programma libero | Programma libero | Totale | Totale    |
| Atleta / coppia                   | Evento            | Punti           | Posizione       | Punti            | Posizione        | Punti  | Posizione |
| --------------------------------- | ----------------- | --------------- | --------------- | ---------------- | ---------------- | ------ | --------- |
| Jenni Saarinen                    | Singolo femminile | 56,97           | 25ª Q           | 96,07            | 25ª              | 153,04 | 25ª       |
| Juulia Turkkila Matthias Versluis | Danza su ghiaccio | 68,23           | 16ª Q           | 105,65           | 15ª              | 173,88 | 15ª       |

## Salto con gli sci
| Atleta           | Evento                       | Qualificazione | Qualificazione | Qualificazione | Finale      | Finale      | Finale      | Finale          | Finale          | Finale          | Finale          | Finale          |
| Atleta           | Evento                       | Qualificazione | Qualificazione | Qualificazione | Primo salto | Primo salto | Primo salto | Secondo salto   | Secondo salto   | Secondo salto   | Totale          | Totale          |
| Atleta           | Evento                       | Lunghezza      | Punti          | Posizione      | Lunghezza   | Punti       | Posizione   | Lunghezza       | Punti           | Posizione       | Punti           | Posizione       |
| ---------------- | ---------------------------- | -------------- | -------------- | -------------- | ----------- | ----------- | ----------- | --------------- | --------------- | --------------- | --------------- | --------------- |
| Antti Aalto      | Trampolino normale maschile  | 98,5 m         | 105,0          | 8º Q           | 101,5 m     | 130,5       | 10º Q       | 99,5 m          | 125,6           | 9º              | 256,1           | 12º             |
| Antti Aalto      | Trampolino lungo maschile    | 126,5 m        | 123,0          | 7º Q           | 131,0 m     | 124,3       | 24º Q       | 134,0 m         | 132,9           | 13º             | 257,2           | 17º             |
| Julia Kykkänen   | Trampolino normale femminile | N.D.           | N.D.           | N.D.           | 82,5 m      | 72,6        | 25ª Q       | 75,0 m          | 67,5            | 26ª             | 140,1           | 27ª             |
| Jenny Rautionaho | Trampolino normale femminile | N.D.           | N.D.           | N.D.           | 66,5 m      | 48,5        | 32ª         | Non qualificata | Non qualificata | Non qualificata | Non qualificata | Non qualificata |

## Sci alpino
| Atleta           | Evento                    | 1ª manche | 1ª manche | 2ª manche       | 2ª manche       | Totale          | Totale          |
| Atleta           | Evento                    | Tempo     | Posizione | Tempo           | Posizione       | Tempo           | Posizione       |
| ---------------- | ------------------------- | --------- | --------- | --------------- | --------------- | --------------- | --------------- |
| Samu Torsti      | Slalom gigante maschile   | DNF       | DNF       | Non qualificato | Non qualificato | Non qualificato | Non qualificato |
| Riikka Honkanen  | Slalom speciale femminile | 56"33     | 37ª       | 56"64           | 37ª             | 1'52"97         | 37ª             |
| Rosa Pohjolainen | Slalom speciale femminile | DNF       | DNF       | Non qualificata | Non qualificata | Non qualificata | Non qualificata |
| Erika Pykäläinen | Slalom speciale femminile | DNF       | DNF       | Non qualificata | Non qualificata | Non qualificata | Non qualificata |
| Riikka Honkanen  | Slalom gigante femminile  | DNF       | DNF       | Non qualificata | Non qualificata | Non qualificata | Non qualificata |
| Erika Pykäläinen | Slalom gigante femminile  | DNF       | DNF       | Non qualificata | Non qualificata | Non qualificata | Non qualificata |

## Sci di fondo
Distanza
| Atleta                                                            | Evento                     | Tecnica classica | Tecnica classica | Tecnica libera | Tecnica libera | Totale    | Totale   | Totale    |
| Atleta                                                            | Evento                     | Tempo            | Posizione        | Tempo          | Posizione      | Tempo     | Distacco | Posizione |
| ----------------------------------------------------------------- | -------------------------- | ---------------- | ---------------- | -------------- | -------------- | --------- | -------- | --------- |
| Ristomatti Hakola                                                 | 15 km maschile             | N.D.             | N.D.             | N.D.           | N.D.           | 40'49"6   | +2'54"8  | 28º       |
| Perttu Hyvärinen                                                  | 15 km maschile             | N.D.             | N.D.             | N.D.           | N.D.           | 39'00"2   | +1'05"4  | 6º        |
| Remi Lindholm                                                     | 15 km maschile             | N.D.             | N.D.             | N.D.           | N.D.           | 41'40"0   | +3'45"2  | 45º       |
| Iivo Niskanen                                                     | 15 km maschile             | N.D.             | N.D.             | N.D.           | N.D.           | 37'54"8   | +0"0     |           |
| Perttu Hyvärinen                                                  | Skiathlon maschile         | 40'13"1          | 7º               | 38'37"6        | 9º             | 1h19'22"4 | +3'12"6  | 7º        |
| Remi Lindholm                                                     | Skiathlon maschile         | 41'39"5          | 30º              | 39'35"9        | 24º            | 1h21'49"4 | +5'39"6  | 25º       |
| Iivo Niskanen                                                     | Skiathlon maschile         | 39'06"1          | 2º               | 38'33"4        | 7º             | 1h18'10"0 | +2'00"2  |           |
| Perttu Hyvärinen                                                  | 50 km maschile             | N.D.             | N.D.             | N.D.           | N.D.           | 1h14'49"5 | +3'16"8  | 19º       |
| Remi Lindholm                                                     | 50 km maschile             | N.D.             | N.D.             | N.D.           | N.D.           | 1h15'55"6 | +4'22"9  | 28º       |
| Ristomatti Hakola Iivo Niskanen Perttu Hyvärinen Joni Mäki        | Staffetta 4x10 km maschile | 1h00'56"1        | 4ª               | 58'32"5        | 7ª             | 1h59'28"6 | +4'37"9  | 6ª        |
| Anne Kyllönen                                                     | 10 km femminile            | N.D.             | N.D.             | N.D.           | N.D.           | 29'42"6   | +1'36"3  | 16ª       |
| Johanna Matintalo                                                 | 10 km femminile            | N.D.             | N.D.             | N.D.           | N.D.           | 29'31"2   | +1'24"9  | 14ª       |
| Kerttu Niskanen                                                   | 10 km femminile            | N.D.             | N.D.             | N.D.           | N.D.           | 28'06"7   | +0"4     |           |
| Krista Pärmäkoski                                                 | 10 km femminile            | N.D.             | N.D.             | N.D.           | N.D.           | 28'37"8   | +31"5    |           |
| Anne Kyllönen                                                     | Skiathlon femminile        | 24'14"9          | 18ª              | 23'15"3        | 22ª            | 48'10"0   | +3'56"3  | 22ª       |
| Johanna Matintalo                                                 | Skiathlon femminile        | 23'12"9          | 9ª               | 22'49"6        | 16ª            | 46'36"5   | +2'22"8  | 12ª       |
| Kerttu Niskanen                                                   | Skiathlon femminile        | 22'31"0          | 2ª               | 21'44"1        | 7ª             | 44'49"8   | +36"1    | 4ª        |
| Krista Pärmäkoski                                                 | Skiathlon femminile        | 22'33"6          | 4ª               | 22'05"2        | 9ª             | 45'12"1   | +58"4    | 7ª        |
| Anne Kyllönen                                                     | 30 km femminile            | N.D.             | N.D.             | N.D.           | N.D.           | 1h31'41"0 | +6'47"0  | 20ª       |
| Johanna Matintalo                                                 | 30 km femminile            | N.D.             | N.D.             | N.D.           | N.D.           | 1h32'01"7 | +7'07"7  | 23ª       |
| Kerttu Niskanen                                                   | 30 km femminile            | N.D.             | N.D.             | N.D.           | N.D.           | 1h27'27"3 | +2'33"3  |           |
| Krista Pärmäkoski                                                 | 30 km femminile            | N.D.             | N.D.             | N.D.           | N.D.           | 1h28'35"0 | +3'41"0  | 10ª       |
| Anne Kyllönen Johanna Matintalo Kerttu Niskanen Krista Pärmäkoski | Staffetta 4x5 km femminile | 28'48"9          | 5ª               | 25'13"3        | =1ª            | 54'02"2   | +21"2    | 4ª        |

Sprint
| Atleta                            | Evento                     | Qualificazione | Qualificazione | Quarti  | Quarti    | Semifinale      | Semifinale      | Finale          | Finale          |
| Atleta                            | Evento                     | Tempo          | Posizione      | Tempo   | Posizione | Tempo           | Posizione       | Tempo           | Posizione       |
| --------------------------------- | -------------------------- | -------------- | -------------- | ------- | --------- | --------------- | --------------- | --------------- | --------------- |
| Joni Mäki                         | Sprint maschile            | 2'52"38        | 23º Q          | 2'57"59 | 1º Q      | 2'51"10         | 2º Q            | 3'00"18         | 4º              |
| Lauri Vuorinen                    | Sprint maschile            | 2'50"91        | 11º Q          | 2'54"64 | 3º        | Non qualificato | Non qualificato | Non qualificato | Non qualificato |
| Iivo Niskanen Joni Mäki           | Sprint a squadre maschile  | N.D.           | N.D.           | N.D.    | N.D.      | 20'17"81        | 3ª Q            | 19'25"45        |                 |
| Jasmi Joensuu                     | Sprint femminile           | 3'21"05        | 18ª Q          | 3'49"93 | 6ª        | Non qualificata | Non qualificata | Non qualificata | Non qualificata |
| Jasmin Kähärä                     | Sprint femminile           | 3'20"43        | 13ª Q          | 3'30"52 | 6ª        | Non qualificata | Non qualificata | Non qualificata | Non qualificata |
| Katri Lylynperä                   | Sprint femminile           | 3'22"62        | 24ª Q          | 3'24"29 | 5ª        | Non qualificata | Non qualificata | Non qualificata | Non qualificata |
| Kerttu Niskanen Krista Pärmäkoski | Sprint a squadre femminile | N.D.           | N.D.           | N.D.    | N.D.      | 23'00"82        | 2ª Q            | 22'13"71        | 4ª              |

## Snowboard
| Atleta           | Evento               | Qualificazione | Qualificazione | Qualificazione | Qualificazione | Qualificazione | Finale          | Finale          | Finale          | Finale          | Finale          |
| Atleta           | Evento               | Run 1          | Run 2          | Run 3          | Migliore       | Posizione      | Run 1           | Run 2           | Run 3           | Migliore        | Posizione       |
| ---------------- | -------------------- | -------------- | -------------- | -------------- | -------------- | -------------- | --------------- | --------------- | --------------- | --------------- | --------------- |
| Kalle Järvilehto | Big air maschile     | 22,75          | 85,75          | 22,00          | 107,75         | 18º            | Non qualificato | Non qualificato | Non qualificato | Non qualificato | Non qualificato |
| Rene Rinnekangas | Big air maschile     | 78,75          | 12,25          | 60,75          | 139,50         | 13º            | Non qualificato | Non qualificato | Non qualificato | Non qualificato | Non qualificato |
| Carola Niemelä   | Big air femminile    | 12,75          | 58,50          | 42,25          | 100,75         | 20ª            | Non qualificata | Non qualificata | Non qualificata | Non qualificata | Non qualificata |
| Enni Rukajärvi   | Big air femminile    | 25,75          | 17,25          | 63,50          | 89,25          | 22ª            | Non qualificata | Non qualificata | Non qualificata | Non qualificata | Non qualificata |
| Kalle Järvilehto | Slopestyle maschile  | 15,06          | 28,73          | N.D.           | 28,73          | 28º            | Non qualificato | Non qualificato | Non qualificato | Non qualificato | Non qualificato |
| Rene Rinnekangas | Slopestyle maschile  | 67,10          | 60,10          | N.D.           | 67,10          | 13º            | Non qualificato | Non qualificato | Non qualificato | Non qualificato | Non qualificato |
| Carola Niemelä   | Slopestyle femminile | 22,36          | 38,43          | N.D.           | 38,43          | 21ª            | Non qualificata | Non qualificata | Non qualificata | Non qualificata | Non qualificata |
| Enni Rukajärvi   | Slopestyle femminile | 66,75          | 78,83          | N.D.           | 78,83          | 3ª Q           | 30,51           | 71,45           | 23,43           | 71,45           | 7ª              |